# Rosa e Cornelia
Rosa e Cornelia è un film italiano del 2000 diretto da Giorgio Treves.

## Trama
Venezia, 1748: la giovane contessa Cornelia viene rinchiusa in una casa di campagna dopo che la famiglia scopre che aspetta un bambino e temono la rottura del fidanzamento con il ricco duca di Fontanges, se il matrimonio saltasse la famiglia cadrebbe in disgrazia sia sociale che economica.
Cornelia viene seguita da Piera con la presenza di Lorenzo, un faccendiere al soldo del padre della contessa. Alla vecchia nutrice viene affiancata nel ruolo di sorvegliante ed aiutante la giovane Rosa, una contadina anch'essa incinta, per rispettare le indicazioni della famiglia, ovvero far sparire il nascituro di Cornelia. Fra le due ragazze nasce una sincera amicizia e forse anche qualcosa di più. La contessina appena partorisce vorrebbe tenere il bambino con sé, ignara di quello che accadrà di lì a poco. Piera tenta di temporeggiare, ma l'infido Lorenzo, che vive in quella casa ed è la spia del conte, è pronto ad eseguire alla lettera ogni ordine datogli in precedenza del conte. Rosa in realtà era stata affiancata a Cornelia affinché le rivelasse il nome del padre del bambino, ma la contessina lo ignorava, essendo in un certo senso stata abusata da uno sconosciuto che la ha ammaliata. Il piano cambia e Rosa ha l'ordine di commettere un infanticidio. Anche sua figlia è nata nella stessa notte, Rosa per affetto verso Cornelia, in quanto il conte che sta per raggiungere la casa di campagna, sacrifica la sua neonata e pensa di poter crescere lei il figlio dell'amica, ma non sa che il piano del conte comprende anche la sua morte. Chiunque sappia, deve morire. Piera che lo sa e conosce bene anche l'astio di Lorenzo nei suoi confronti ed un patto che ha fatto con il conte, essendo anche lei nella lista delle persone di cui sbarazzarsi, scappa nella notte, nella campagna con il figlio della sua piccola Cornelia, facendo perdere le sue tracce. La ragazza intanto è con i genitori nella carrozza che la riporterà a Venezia e poco dopo in Francia per il suo matrimonio con il duca. I genitori sono felici e soddisfatti di essersi sbarazzati dell'infante, mentre la ragazza, ignara di quello che sta avvenendo nella dimora che ha appena lasciato, li guarda con astio e rancore.

## Riconoscimenti
- 2001 - David di Donatello
  - Candidatura Migliore attrice non protagonista a Athina Cenci
- 2001 - Nastro d'argento
  - Candidatura Migliori costumi a Alessandro Lai
- 2001 - Globo d'oro
  - Migliore attrice rivelazione a Stefania Rocca
- 2000 - Grolla d'oro
  - Miglior attrice a Athina Cenci, Chiara Muti e Stefania Rocca
- 2001 - Premio Gianni Di Venanzo
  - Miglior fotografia italiana a Camillo Bazzoni